# Casa musicale Ceccherini

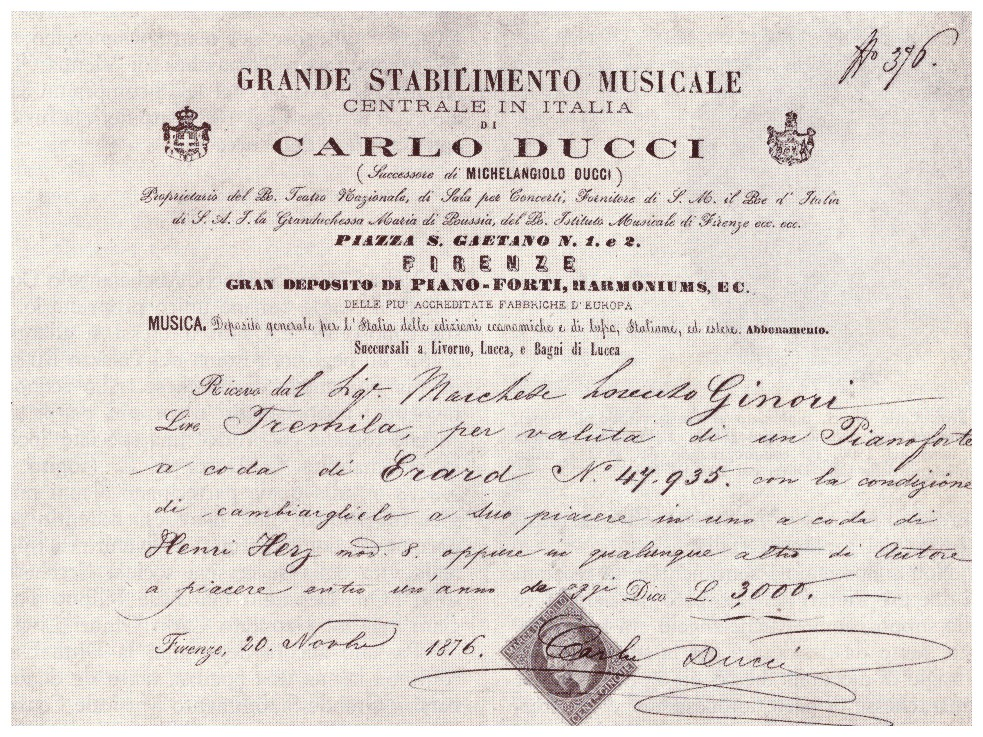
Intestazione della carta da lettere e per fatture usata da Carlo Ducci nel 1876

La Casa musicale Ceccherini di Firenze è stata una fabbrica di pianoforti  ed è una casa editrice musicale italiana. Fondata a Firenze nel maggio del 1831, per volontà della famiglia Ducci, rivolse inizialmente la sua produzione al settore costruttivo degli strumenti musicali, con la pubblicazione di partiture e libri rivolti prevalentemente ad organisti e direttori d'orchestra e coro.

## Storia

### Il periodo Ducci 1831 - 1881
La famiglia Ducci , originaria di Montecastelli nel Chianti, nel lontano 1831 cominciò a distinguersi quale Casa editrice di edizioni musicali, letterarie, e di mappe cartografiche ed ebbe un negozio di vendita nei pressi del Palazzo Spini Feroni, esattamente al n. 1165 del Lungarno. Contemporaneamente i fratelli Antonio e Michelangelo Ducci si misero a costruire degli organi ed ebbero l'idea di darsi anche alla pioneristica fabbricazione dei pianoforte , allora all'inizio della loro diffusione e affermazione in tutta l'Europa. Il successo fu rapido e una riprova evidente si ha scorrendo le pagine dei cataloghi delle apposite esposizioni. All'Esposizione delle arti e manifatture toscane tenutasi a Firenze nel 1841 i fratelli Ducci esposero due pianoforte e quattro fisarmoniche, con perfezionamenti di propria ideazione, e ottennero una medaglia d'oro di prima classe.
Il maestro Gioachino Rossini ebbe a provarlo e volle manifestare la sua ammirazione con una lunga lettera nella quale precisò le grandi qualità tecniche e sonore del nuovo strumento. L'anno seguente affittarono una sala dandole il nome di Sala Ducci, nel Palazzo Orlandini del Beccuto, in via de' Pecori per offrire gratuitamente ai musicisti e ai clienti del negozio di Piazza San Gaetano — ora Piazza degli Antinori — frequenti concerti. Furono promotori di un apposito periodico denominato L'Arte e decisero di affrontare la concorrenza estera partecipando alla Grande esposizione di Londra.

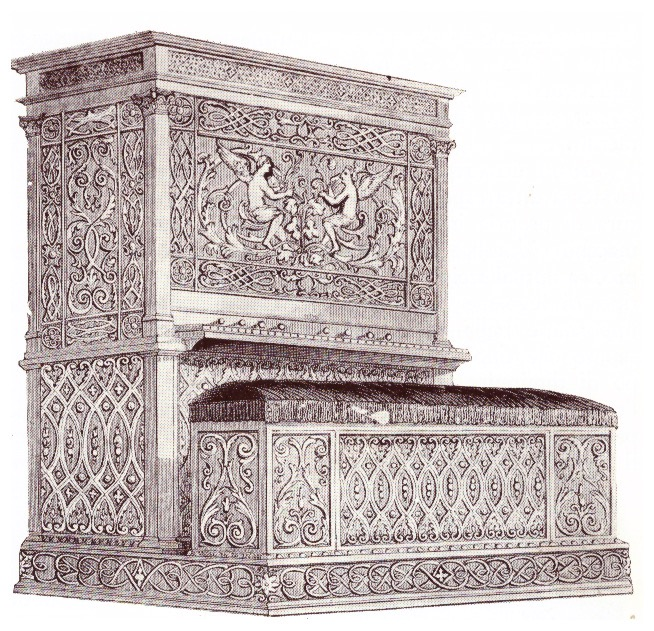
Lussuoso organo costruito da Ducci per l'Esposizione di Londra del 1851. Caratteristiche: misure ridotte e sedile armonico con le note basse. Notevole l'estensione dello strumento rispetto all'ingombro ridotto.

#### Subentro di Piero Ceccherini e Filippo Torrigiani
Successivamente si ebbe un cambiamento nella famiglia dei proprietari che apportò modifiche alla gestione. Dei due fratelli fondatori, Antonio il maggiore morì nel 1852 e il fratello minore Michelangelo si occupava in particolare del settore commerciale e continuò la sua cura del negozio di Piazza degli Antinori.
La quota del defunto Antonio pervenne al figlio Carlo il quale aveva compiuti gli studi nel Conservatorio di Parigi.
Nel 1871 morì anche Michelangelo Ducci e Carlo rimase unico proprietario. Questi, sempre più assente, occupato in concerti e in corsi musicali, fondò anche una apposita Gazzetta musicale edita da lui a Firenze. Decise così di cedere l'azienda ed ventuali acquirenti che erano i suoi giovani amici Giorgio Ceccherini e Filippo Torrigiani, già compagni di Liceo, appassionati componenti di un quartetto d'archi e frequentatori del negozio di Piazza degli Antinori ove spesso tutti i musicisti si ritrovano. Il primo accordo fra i due compagni di liceo fu presto fatto e la trattativa con Carlo Ducci fu presto conclusa.

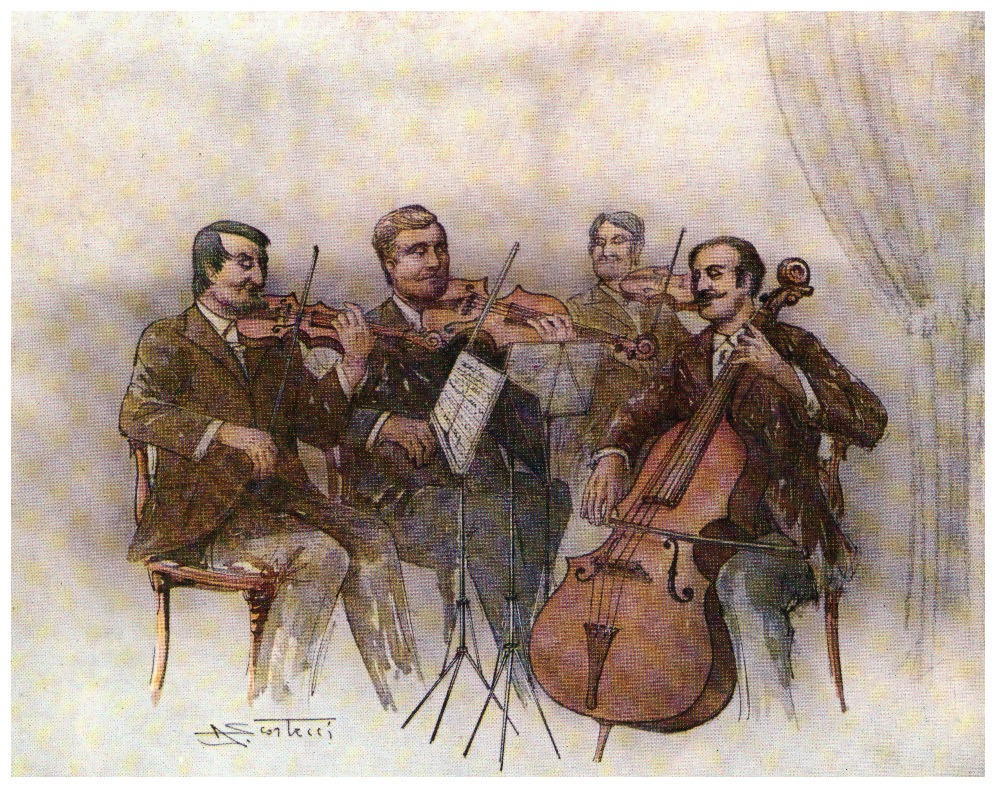
Il quartetto d'archi che favorì l'amicizia iniziale fra Ducci, Torrigiani e Ceccherini. Da destra e in primo piano: Filippo Torrigiani, violino, Giorgio Ceccherini, viola e Carlo Ducci, violoncello.

Nel 1881 nacque la Società in accomandita Casa Musicale G. Ceccherini e Compagni, Successori Ducci, che in realtà era per metà di Giorgio Ceccherini e per l'altra metà del marchese Filippo Torrigiani.

### Primi anni della Ceccherini & C. 1881 - 1907
Dal 1881 al 1907 la rinnovata Casa Musicale Ceccherini Successori Ducci fu condotta dai due giovani suoi fondatori. Giorgio Ceccherini si faceva notare per la sua intraprendenza e pure riusciva a portare ai suoi negozi i più bei nomi dell'arte musicale dell'epoca, e Filippo Torrigiani, entrato giovanissimo nel Parlamento, ove rimase per cinque legislature quale deputato del collegio di Firenze II e poi del Mugello, avendo molteplici cariche pubbliche allargava i rapporti con molte personalità.

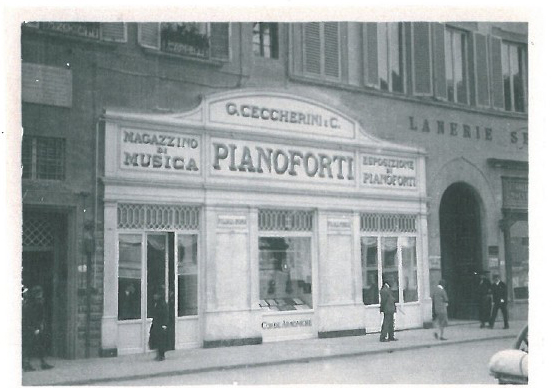
Facciata dello stabilimento Ceccherini come si presentava nella sede di Piazza San Gaetano (oggi Piazza Antinori)

Questi anni della fine del XIX secolo segnarono l'affermazione quasi contemporanea di tre compositori, Pietro Mascagni, Giacomo Puccini e Ruggero Leoncavallo che ebbero amichevoli rapporti con la Casa Ceccherini. L'archivio di Ceccherini conserva lettere autografe, registrazioni di forniture, fotografie con dediche di questi personaggi. La conoscenza con Pietro Mascagni iniziò nel 1892 quando ricevette, a Napoli, un pianoforte Schiedmayer della nota casa di Stoccarda, speditogli da Giorgio Ceccherini. Già nel 1891 Puccini aveva preso a noleggio un pianoforte, nel 1896 acquistò uno Schiedmayer e nel gennaio del 1900 un Bechstein per la villa di Chiatri nell'omonima frazione di Lucca.
Dopo la sospensione della costruzione di strumenti musicali, è continuata l'attività di editore musicale fino ad oggi (2019). La Casa musicale Ceccherini oggi ha la sua sede operativa presso il Palazzo Taddei al pianterréno.